# TOSHIBA Presents オールナイトニッポンリスナーズBEST
TOSHIBA Presents オールナイトニッポンリスナーズBEST（とうしばプレゼンツ オールナイトニッポンリスナーズベスト）はニッポン放送の人気深夜放送オールナイトニッポンの土曜日で、吉田尚記（ニッポン放送アナウンサー）がパーソナリティ担当の生放送ラジオ番組。
2002年10月12日～2004年3月27日に放送された。

## 概要
2002年10月12日、半年間放送された『藤井隆の@llnightnippon.com Saturday Countdown』にかわる音楽主軸の番組『@llnightnippon.com LF+R リスナーズBEST!』として土曜日25:00～27:00（当時の土曜com枠）でスタート。メインパーソナリティの吉田はニッポン放送アナウンサーで、オールナイト開始時期から続く「アナウンサー担当枠」のひとつである。当初は先輩でもある荘口彰久が担当していた『たまそう音楽堂』が28:30であったことで、ニッポン放送では流れない裏送り番組として28:30 - 29:00に『吉田尚記のallnightnippon-r』を2000年10月に担当開始。半年で一度終了するものの、『吉田尚記のLF+Rプロモーターズナイト』を、2001年10月からはニッポン放送ローカル枠で『LF+RフライングNIGHT!木曜・LF+R RECORDスペシャル』を担当。この2つが融合する形で先行して2002年4月から27:00 - 29:00の枠で『allnightnippon-r LF+R RECORD SPECIAL』となり、ニッポン放送を含めた全国ネットへと変わった。『リスナーズBEST!』と含め4時間通しで出演を開始。このスタイルは97年4月から1年間西川貴教が放送した『T.M.Revolution西川貴教のオールナイトニッポン Music Revolution』以来である。
2003年4月にLF+R終了に伴い、当番組はタイトルを『オールナイトニッポン リスナーズBEST』に変更（『LF+R RECORD SPECIAL』も『オールナイトニッポンレコード』に改題）。2004年3月をもって当番組が終了し、さらに『オールナイトニッポンレコード』が『グローバーのオールナイトニッポンR』となり、4時間通しスタイルともども終了。オールナイトニッポンシリーズで4時間通しで出ていたのはミュージックソンスペシャルなどを除き吉田を最後にいない。
吉田は以降も深夜帯に『吉田尚記のオールナイトニッポン』をはじめ様々な形で出演している。
スポンサーの東芝（TOSHIBA）は『東芝今朝一番』からの異動。スポンサーは『SHOGOのオールナイトニッポン』でも継続したが2005年3月で終了した。

## ゲスト
- ゴスペラーズ
- 川嶋あい
- 森山直太朗

など